# Lolland Vestre Provsti
Lolland Vestre Provsti er et provsti i Lolland-Falsters Stift.  Provstiet ligger i Lolland Kommune.
Lolland Vestre Provsti består af 24 sogne med 31 kirker, fordelt på 11 pastorater.

## Pastorater
| Pastorater i Lolland Vestre Provsti | Pastorater i Lolland Vestre Provsti  | Pastorater i Lolland Vestre Provsti |
| ----------------------------------- | ------------------------------------ | ----------------------------------- |
| Birket-Femø Pastorat                | Fejø Pastorat                        | Halsted-Avnede Pastorat             |
| Horslunde-Nordlunde Pastorat        | Rudbjerg Pastorat                    | Sandby-Branderslev Pastorat         |
| Sankt Nikolai Pastorat              | Søllested-Skovlænge-Gurreby Pastorat | Stormarks Pastorat                  |
| Utterslev-Købelev-Vindeby Pastorat  | Vesterborg-Landet-Ryde Pastorat      |                                     |

## Sogne
| Sogne i Lolland Vestre Provsti       | Sogne i Lolland Vestre Provsti   | Sogne i Lolland Vestre Provsti |
| ------------------------------------ | -------------------------------- | ------------------------------ |
| Arninge Sogn                         | Avnede Sogn                      | Birket Sogn                    |
| Branderslev Sogn                     | Dannemare Sogn                   | Fejø Sogn                      |
| Femø Sogn                            | Gloslunde Sogn                   | Græshave Sogn                  |
| Halsted Sogn                         | Horslunde Sogn                   | Kappel Sogn                    |
| Købelev-Vindeby Sogn                 | Landet Sogn                      | Langø Sogn                     |
| Ryde Sogn                            | Sandby Sogn                      | Sankt Nikolai Sogn             |
| Stormarks Sogn                       | Søllested-Skovlænge-Gurreby Sogn | Tillitse Sogn                  |
| Utterslev-Herredskirke-Løjtofte Sogn | Vestenskov Sogn                  | Vesterborg Sogn                |